# In ascolto
In ascolto is een Italiaanse (voornamelijk Engels gesproken) spionagethriller uit 2006 onder regie van Giacomo Martelli. De film verscheen internationaal als The Listening.

## Verhaal
James Wagley (Michael Parks) is een hooggeplaatste werknemer (code blue) van de National Security Agency (NSA). Hij ontvangt samen met een collega Anthony Ashe (James Parks), die namens zijn bedrijf Wendell Cranshaw een ongekend krachtig nieuw spionagemiddel aan komt bieden, genaamd Tumbleweed. Ashe demonstreert dat met het apparaat iedereen in de wereld af te luisteren is als die in de buurt is van een telefoon, vast of mobiel. Ook als deze niet gebruikt wordt.
Medewerkers van Ashe hebben de productbeschrijving van Tumbleweed bij zich in een koffertje tijdens een lunch. Na de maaltijd komt een van hen erachter dat dit is gestolen. Hiervoor zijn twee jongetjes verantwoordelijk, die niets van waarde in het koffertje kunnen vinden. Wanneer de Italiaanse Francesca (Maya Sansa) nietsvermoedend in hun steegje opduikt, gooien ze het koffertje en de papieren op de grond en gaan ervandoor. Zij raapt dit op en besluit dat de spullen wel belangrijk zullen zijn, maar niet haar zaken zijn. Ze neemt het mee naar huis, met de bedoeling het de volgende dag naar de politie te brengen.
De dag erna vangen werknemers van Wendell Cranshaw Francesca op, waarna zij hen het koffertje teruggeeft. Ze nemen haar ook mee, om haar te ondervragen over wat ze weet van de inhoud van de papieren. Als het bestaan van Tumbleweed uitkomt, kost dit Wendell Cranshaw 400 miljoen dollar. Een van de bundelingen papieren over Tumbleweed blijkt verdwenen. Francesca weet daar niets van, maar Ashe gelooft haar niet. Zijn ondervraging wordt steeds grimmiger. Na herhaaldelijke protesten van Wagley, laat hij haar niettemin gaan.
Wagley overnacht 's nachts op het complex en kan de slaap niet vatten. Hij besluit Tumbleweed uit te proberen en stelt het apparaat in op de verhoorkamer waar Francesca vastgehouden werd. Ze blijkt daar wederom te zijn en wordt opnieuw verhoord, op een manier die meer weg heeft van lichamelijke mishandeling dan van ondervraging. Wagley spoedt zich naar Ashe en dringt erop aan dat de vrouw niets weet en dat haar burgerrechten geschonden worden. Ashe wil het risico niet nemen dat Tumbleweed uitlekt en geeft het order Francesca te injecteren met een vloeistof die haar niet doodt, maar het haar wel volledig onmogelijk maakt ooit nog te communiceren. Wagley weet hier een stokje voor te steken en Francesca kan andermaal vertrekken.
Wagley weet dat Ashe het hier niet bij zal laten. Deze verwijt hem ouderwets te zijn en dat burgerrechten iets van het verleden zijn. Ashe is van mening dat het grote bedrijfsleven in de moderne tijd de regels maakt. Wagley vliegt daarop in het geheim naar Rome, waar hij Francesca benadert met zijn verhaal. Terwijl Ashe met Tumbleweed op zoek gaat naar de twee om een doodseskader op ze af te kunnen sturen, zoekt Wagley met Francesca zijn oude vriend Gianni Longardo (Andrea Tidona) op. Longardo is een computerexpert. Onder het valse voorwendsel dat hij betrokken wordt bij een simulatie van de NSA, om Tumbleweed te testen, stemt die erin toe om in te breken in het systeem.

## Rolverdeling
- Terence Beesley - John Strobel
- Bruce McGuire - Phil Kovacs
- Matt Patresi - Guglia Graef
- Vincent Riotta - Vaughan
- Carla Cassola - Tina Longardo
- Giulia Bernardini - Katherine Palmer

## Trivia
- Actrice Sansa won voor haar rol in In Ascolto de EuropaCinema Platinum Award op filmfestival Viareggio EuropaCinema (Viareggio).
- Sansa is getrouwd met acteur Fabrice Scott, die in The Listening het personage Hamilton speelt.